# 더 세컨드 액트
"더 세컨드 액트"(프랑스어: Le Deuxième Acte)는 2024년 개봉한 프랑스의 코미디 영화이다. 캉탱 뒤피외가 감독과 각본을 맡았다. 2024년 칸 영화제 개막작이다.